# Dubove, Novoaidar
Dubove (în ucraineană Дубове) este un sat în comuna Bahmutivka din raionul Novoaidar, regiunea Luhansk, Ucraina.

## Demografie
Componența lingvistică a localității Dubove
     Rusă (88,24%)
     Ucraineană (11,76%)
Conform recensământului din 2001, majoritatea populației localității Dubove era vorbitoare de rusă (88,24%), existând în minoritate și vorbitori de ucraineană (11,76%).